# Два платани (пам'ятка природи)
Два плата́ни — ботанічна пам'ятка природи місцевого значення в Україні. Розташована в межах міста Вижниця Чернівецької області, на вул. Семашко (біля стику з вул. Бурги). 
Площа 0,06 га. Статус надано згідно з рішенням 17 сесії Чернівецької обласної ради ХХІІІ скликання від 20 грудня 2001 року № 171-17/01. Перебуває у віданні: Вижницька міська рада. 
Статус надано з метою збереження двох дерев платана кленолистого (платана лондонського).